# Brycea triplaga
Brycea triplaga är en fjärilsart som beskrevs av George Francis Hampson 1905. Brycea triplaga ingår i släktet Brycea och familjen björnspinnare. Inga underarter finns listade i Catalogue of Life.